# Zwenigora
Zwenigora (ros. Звенигора) – radziecki czarno-biały film niemy z 1927 roku w reżyserii Ołeksandra Dowżenko. 
Poetycka opowieść z dziejów Ukrainy od czasów Waregów do Rewolucji Październikowej. Zwenigora to góra, gdzie według dawnych legend znajdowały się skarby strzeżone przez strażnika.